# Didemnum sucosum
Didemnum sucosum är en sjöpungsart som beskrevs av Kott 200. Didemnum sucosum ingår i släktet Didemnum och familjen Didemnidae. Inga underarter finns listade i Catalogue of Life.